# لقاح الخناق
لقاح الخناق (الدفتريا) (بالإنجليزية: Diphtheria vaccine)‏ هو لقاح ضد الوتدية الخناقية، العامل الذي يسبب الخناق (الدفتريا). وقد أدى استخدامه إلى انخفاض أكثر من 90 ٪ في عدد الحالات عالميا بين عامي 1980 و2000. ويُنصح بتناول الجرعة الأولى عند ستة أسابيع من العمر مع جرعتين إضافيتين تفصل بينهما أربعة أسابيع، وبعدها يكون اللقاح فعالا بنسبة 95٪ خلال مرحلة الطفولة، كما يُنصح بثلاث جرعات أخرى في مرحلة الطفولة. ومن غير الواضح ما إذا كانت هناك حاجة لمزيد من الجرعات في وقت لاحق من الحياة.
وهو لقاح آمن جدا، والآثار الجانبية الخطيرة نادرة، فقد يحدث ألم في موقع الحقن، وقد يتكون نتوء في موقع الحقن يدوم بضعة أسابيع. واللقاح آمن في الحمل وبين أولئك الذين لديهم مناعة ضعيفة.
ويتم تلقي لقاح الدفتيريا في عدة توليفات تشمل لقاح الكزاز، والبعض الآخر تشمل لقاح السعال الديكي ولقاح الكزاز (المعروف باسم اللقاح الثلاثي الكامل أو اللاخلوي اعتمادًا على مستضد السعال الديكي المستخدم)، ويشمل البعض الآخر لقاحات إضافية، مثل لقاح المستدمية النزلية النوع ب، أو لقاح التهاب الكبد ب أو لقاح شلل الأطفال المعطل. وأوصت منظمة الصحة العالمية باستخدامه منذ عام 1974، وتم تطعيم حوالي 84٪ من سكان العالم، ويتم إعطاؤه كحقن عضلي، ويجب أن يبقى اللقاح باردا ولكن لا يتم تجميده.
وتم تطوير لقاح الخناق في عام 1923. وهو على قائمة الأدوية الأساسية لمنظمة الصحة العالمية، وهي الأدوية الأكثر فعالية والأمان المطلوبة في النظام الصحي، ويتراوح سعر الجملة في العالم النامي من نسخة على ذوفان الكزاز بين 0.12 و0.99 دولار أمريكي للجرعة الواحدة اعتبارًا من عام 2014، وأقل من 25 دولارًا أمريكيًا في الولايات المتحدة.

## الفعالية
يكتسب حوالي 95٪ من الأشخاص الذين تم تلقيحهم مناعة، وقد أدى التطعيم ضد الخناق إلى انخفاض أكثر من 90٪ في عدد الحالات على مستوى العالم بين 1980 و2000، وتم تطعيم حوالي 86٪ من سكان العالم اعتبارا من عام 2016.

## الآثار الجانبية
وهو لقاح آمن جدا، والآثار الجانبية الخطيرة نادرة، فقد يحدث ألم في موقع الحقن،. وقد يتكون نتوء في موقع الحقن يدوم بضعة أسابيع. واللقاح آمن في الحمل وبين أولئك الذين لديهم مناعة ضعيفة. وقد يسبب اللقاح الثلاثي تأثيرات ضائرة إضافية، مثل الحمى، والتهيج، والنعاس، وفقدان الشهية، والتقيؤ في 6-13 ٪ من متلقي اللقاحات. وتشمل التأثيرات الضائرة الخطيرة للقاحات الثلاثية الحمى فوق 40.5س، والنوبات الحموية، ونوبات انخفاض التوتر وانخفاض الاستجابة. والآثار الجانبية للقاح الثلاثي الذي يحتوي على اللقاح اللا خلوي للسعال الديكي مماثلة ولكن أقل تواترا. وقد يسبب التطعيم الذي يحتوي على ذيفان الكزاز التهاب الأعصاب العضدية بمعدل 1 من كل 100,000 إلى 200,000 جرعة.

## توصيات
أوصت منظمة الصحة العالمية بالتطعيم ضد الخناق منذ عام 1974. ويوصى بتناول الجرعة الأولى عند ستة أسابيع من العمر مع تناول جرعتين إضافيتين بأربعة أسابيع، ويصبح حوالي 95٪ من الأشخاص محصنين بعد تلقي هذه الجرعات الثلاث. وينصح بثلاث جرعات أخرى في مرحلة الطفولة. لم يعد من الموصى بجرعات معززة كل عشر سنوات.